# Justicia parguazensis
Justicia parguazensis är en akantusväxtart som beskrevs av Dieter Carl Wasshausen.
Justicia parguazensis ingår i släktet Justicia och familjen akantusväxter. Inga underarter finns listade i Catalogue of Life.